# Al-Ramadi

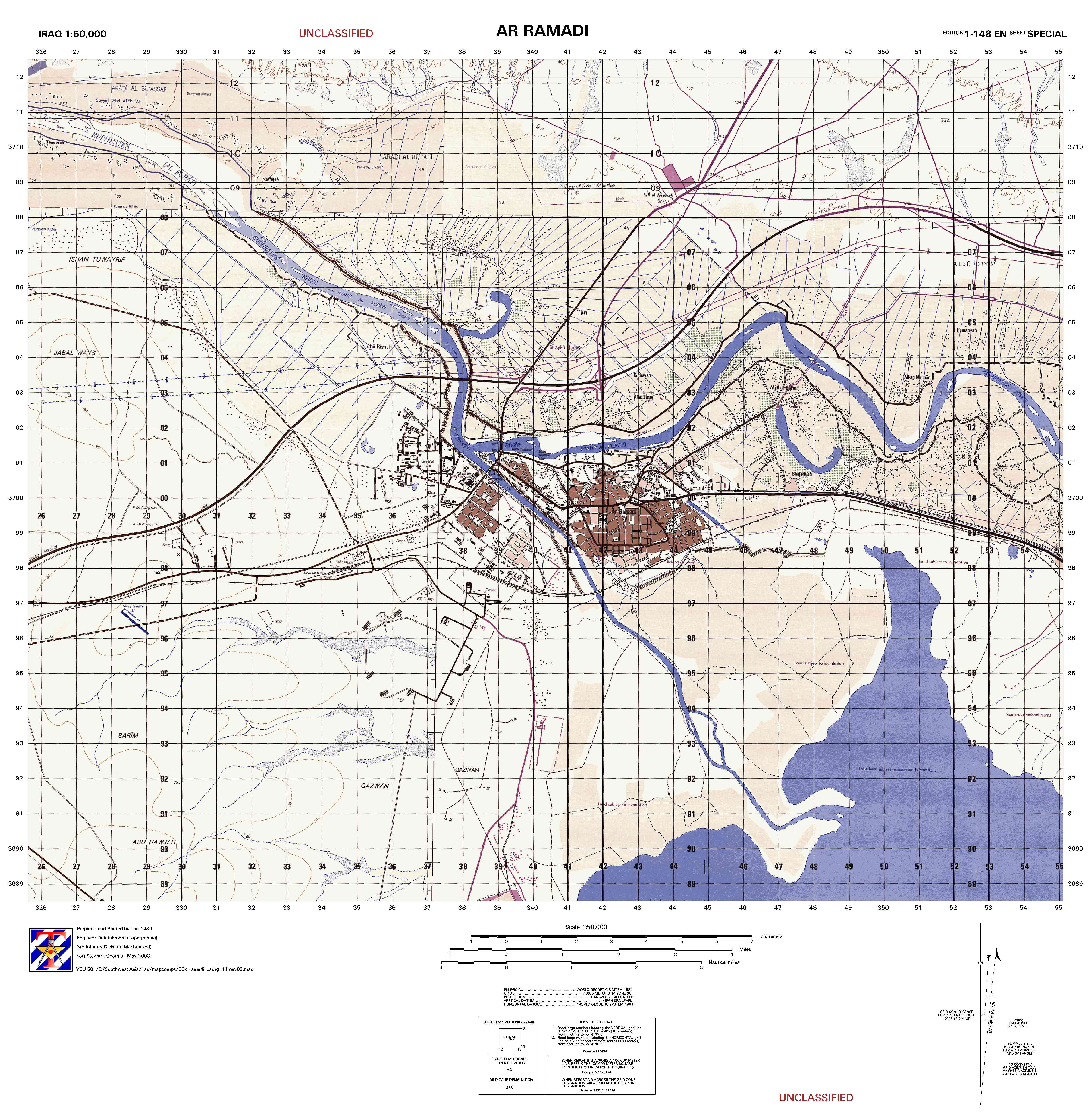
Karta över al-Ramadi

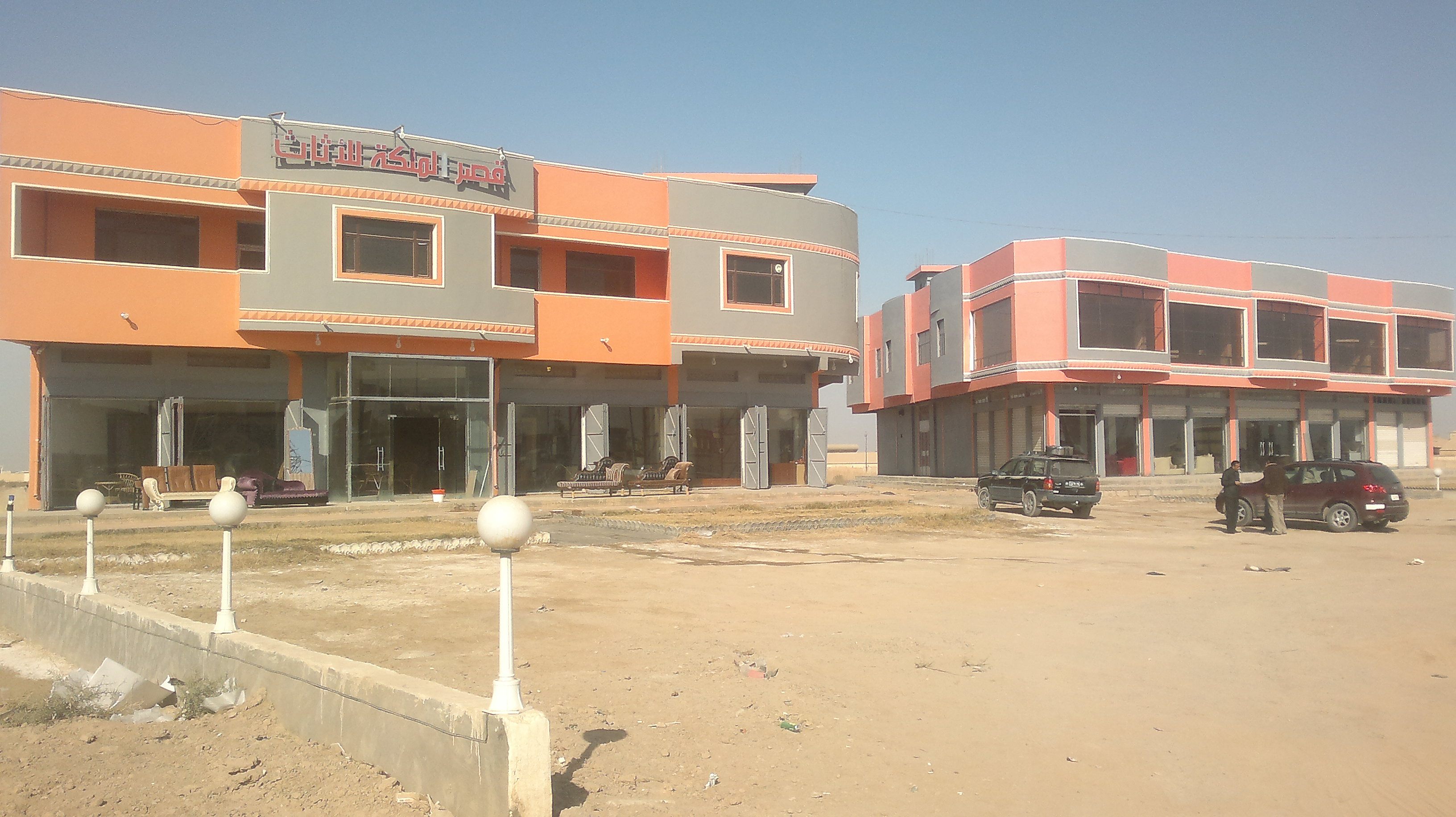
Byggnader i al-Ramadi

al-Ramadi (alternativt ar-Ramadi, eller endast Ramadi, arabiska الرمادي) är den administrativa huvudorten för provinsen al-Anbar i Irak. Staden är belägen längs floden Eufrat i den centrala delen av landet, ungefär 110 kilometer väster om Bagdad och 300 km öster om Ar Rutba. Staden hade 192 556 invånare vid folkräkningen 1987.  Det saknas senare officiella uppgifter. Hela distriktet som hör till staden hade en uppskattad folkmängd av 491 700 invånare 2009, på en yta av 8 543 km² (inklusive staden al-Habbaniyya).